# Guglielmo II di Nevers
Guglielmo II (1083 – Grande Chartreuse, 21 agosto 1148) fu conte di Nevers dal 1089 alla morte e fu tra i comandanti della crociata del 1101.

## Biografia
Guglielmo II di Nevers nacque prima del 1089 da Rinaldo II, conte di Nevers († 1089) e dalla sua seconda moglie Agnese di Beaugency. Guglielmo aveva una sorella maggiore, Ermengarde di Nevers (1173-1100), che contrasse matrimonio entro la casa di Courtenay, nata dalle prime nozze del padre con Ida di Lione e Forez. V'erano anche due fratelli minori, Robert, visconte di Ligny-le-Château che combatté con il fratello nella crociata del 1101 e un altro, Ugo di Nevers, menzionato solo in un documento del 1144.
Secondo l'Origine et Historia Brevi Nivernensium Comitum Renaud aveva iniziato ad affiancare il padre nel governo della contea, ma morì prima di lui nel 1089 e Guglielmo divenne quindi l'erede del nonno di cui portava il nome. Guglielmo assunse il controllo della contea nel 1098 alla morte di Guglielmo I, conte di Nevers. Pochi anni dopo partecipò alla crociata del 1101 portando con sé circa 15.000 uomini, ma il suo esercito non fu in grado di prendere la città di Konya, che era pesantemente fortificata e furono, almeno virtualmente, spazzati via in una battaglia che si tenne poco lontano dalla città e arrivò finalmente ad Antiochia con una manciata di cavalieri.
Anni dopo Guglielmo fu fra coloro che convinsero Luigi VI di Francia a rompere la pace con Enrico I d'Inghilterra e diede il suo appoggio a Guglielmo Cliton, figlio di Roberto II di Normandia e nipote di Enrico che si opponeva a lui per il trono d'Inghilterra. A seguito di tale scelta politica venne brevemente imprigionato da Tebaldo II di Champagne che aveva cambiato casacca nel corso del tempo.
Quando nel 1129 papa Onorio II indisse un concilio a Troyes, Guglielmo fu uno dei partecipanti ed espresse chiaramente il proprio appoggio a quella che sarebbe poi divenuta la seconda crociata.
Guglielmo morì il 21 agosto 1148, si crede che sia stato sepolto al monastero di Grande Chartreuse.

## Matrimonio e figli
Guglielmo si sposò con una donna di nome Adelaide (Adelais), di cui non si conosce la famiglia ed ebbero almeno quattro figli:
- Guglielmo III di Nevers;
- Renaudo di Nevers, conte di Torrene († 1148), perì durante la seconda crociata;
- Roberto di Nevers, menzionato in un solo documento del 1134;
- Anna di Nevers.